# Jornal de Vanguarda
Jornal de Vanguarda foi um programa informativo criado pelo jornalista Fernando Barbosa Lima para a TV Excelsior em 1963 e considerado um marco na história do telejornalismo brasileiro, pela criatividade na forma de apresentação, aliada à seriedade no tratamento da notícia.

## Histórico
Entrou no ar no dia 2 de setembro de 1963, com o nome de Jornal Excelsior e o slogan "um show de notícias". Em função de patrocínio, em seguida passou a chamar-se Jornal Cássio Muniz. Em 1964 recebeu o prêmio internacional Ondas, como melhor telejornal do ano. Em 1965 o programa passou para a TV Tupi, onde afinal recebeu o nome de Jornal de Vanguarda. Em 1966 foi para a TV Globo, e nos anos seguintes foi apresentado pela TV Continental e TV Rio.
Participavam do programa grandes jornalistas como Villas-Bôas Corrêa e Darwin Brandão (editor de política), Newton Carlos (comentarista internacional), José Ramos Tinhorão (redator) e Hélio Polito (repórter). Os locutores eram Cid Moreira, Luis Jatobá, Fernando Garcia e Jorge Sampaio. Havia um quadro de humor, a cargo de Sérgio Porto, com caricaturas de Appe, desenhos de Millôr Fernandes e bonecos de Borjalo, apresentado por Célio Moreira (irmão de Cid Moreira). A coluna social era apresentada por Jacinto de Thormes e a editoria feminina ficava a cargo de Gilda Müller. Ainda passaram pelo Jornal de Vanguarda nomes como José Lewgoy, Fausto Wolff, Tarcísio Hollanda, Célio Moreira e Ricardo Amaral.
Em dezembro de 1968, com o Ato Institucional Número Cinco, a censura sobre o jornal ficou mais dura, e Fernando Barbosa Lima tomou a decisão de retirar o programa do ar. Sua justificativa: "Cavalo de raça, quando ferido, mata-se com um tiro na cabeça".

## Retomada
Vinte anos depois, em 1988, a Rede Bandeirantes convidou o próprio Fernando Barbosa Lima para retomar o programa, no horário da madrugada. O novo Jornal de Vanguarda durou até 1989, com apresentação de Doris Giesse e participação do escritor e poeta Paulo Leminski. No seu último ano, ficou apenas com o nome de Vanguarda.